# Ludwig Opel

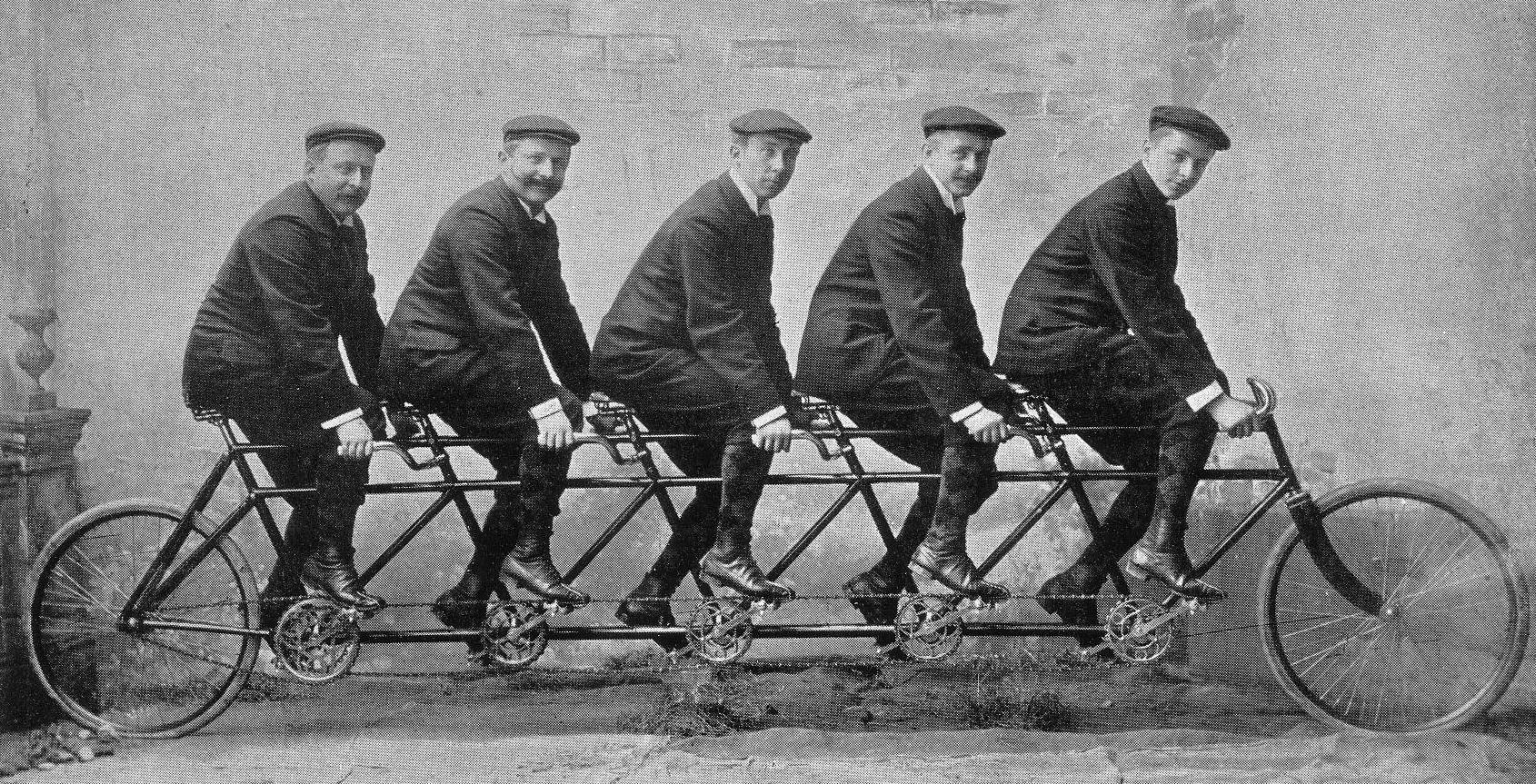
Ludwig Opel (ganz rechts) mit seinen vier Brüdern auf einem „Quintuplet“

Ludwig Opel (* 1. Januar 1880 in Rüsselsheim; † 16. April 1916) war ein deutscher Jurist aus der Familie Opel sowie Mitinhaber der Opel-Werke.

## Leben
Ludwig Opel war Nachkomme einer ursprünglich aus der Landgrafschaft Hessen-Rheinfels stammenden Bauernfamilie und der fünfte Sohn von Adam und Sophie Opel. Der Vater von Ludwig Opel, Adam Opel, hatte im Jahr 1862 in Rüsselsheim das Familienunternehmen als Hersteller von Nähmaschinen gegründet; später erweiterte er den Konzern zur Fahrradmanufaktur. Nach dem Tod des Vaters 1895 übernahmen seine fünf Söhne die Firma. 1898 brachte die Familie Opel, unter Federführung von Wilhelm und seinem Bruder Fritz, das Unternehmen in die Automobilindustrie. Sie kauften die Firma des Dessauer Automobilpioniers und Konstrukteurs Friedrich Lutzmann, machten ihn zum Direktor und bauten den Opel-Patentmotorwagen System Lutzmann.
Ludwig Opel war begeisterter Radrennfahrer, 1898 wurde er Zweiter der Weltmeisterschaft im Sprint der Amateure und trug so zum Weltruf der damaligen Opelfahrräder bei.
Nach dem Abitur studierte Ludwig Opel Rechtswissenschaften an der  Hessischen Ludwigs-Universität Gießen und der Albert-Ludwigs-Universität Freiburg. Er gehörte dem Corps Starkenburgia und dem Corps Rhenania Freiburg an. Nach dem Assessorexamen und der Promotion zum Dr. iur. leitete er zunächst die Berliner Filiale der Opel-Werke, ehe er als Mitinhaber in die Geschäftsführung der Opelwerke in Rüsselsheim eintrat.
Ludwig Opel fiel mit 36 Jahren im Ersten Weltkrieg als Oberleutnant der Reserve des Großherzoglich Hessischen Leib-Dragoner-Regiments Nr. 24 an der Ostfront.
An ihn erinnert die Dr. Ludwig Opel Stiftung für Wohnungsbau in Rüsselsheim.